# Церква Святих Апостолів Петра і Павла (Пушкарі)
Церква Святих Апостолів Петра і Павла в Пушкарях — парафія і храм Бучацького благочиння Тернопільської єпархії Православної церкви України в селі Пушкарі Чортківського району Тернопільської области.

## Історія церкви
У 1990 році в селі Пушкарі розпочалося будівництво храму, яке завершилося у 1995 році. До будівництва долучилися всі парафіяни, але найбільший внесок зробила голова колгоспу Стефанія Галюк, а також:
- Роман Винярський, директор ВАТ «Івано-Франківськцемент» і уродженець Пушкарів, придбав для храму Євангеліє, огорожу та інше необхідне приладдя.
- Іван Грошко, директор с/г підприємства «Ласковецький Бровар», пожертвував кошти на іконостас. Він також допоміг громаді у відновленні храму після буревію 2000 року.

До 1995 року парафіяни відвідували богослужіння в селі Нові Петликівці. У 2001 році храм освятив митрополит Тернопільський і Бучацький Василій.

## Парохи
- о. Павло Двуліт (листопад 1994—2006),
- о. Андрій Шкварок (з 2006).